# Pieni Leppilampi
Pieni Leppilampi och Iso Leppilampi, eller Leppilammit är sjöar i Finland. De ligger i kommunen Pudasjärvi i landskapet Norra Österbotten, i den centrala delen av landet, 600 km norr om huvudstaden Helsingfors. Pieni Leppilampi ligger 110 meter över havet. Den är 1,2 meter djup. Arean är 62,4 hektar och strandlinjen är 3,33 kilometer lång. Sjön  ingår i Kiminge älvs huvudavrinningsområde. 